# Joseph Bùi Công Trác
Joseph Bùi Công Trác (ur. 25 maja 1965 w Ho Chi Minh) – wietnamski duchowny rzymskokatolicki, biskup pomocniczy Hô Chí Minh od 2023.

## Życiorys

### Prezbiterat
Święcenia kapłańskie otrzymał 30 czerwca 1999 i został inkardynowany do archidiecezji Hô Chí Minh. Przez cztery lata pracował jako wikariusz, a w latach 2003–2010 odbył studia doktoranckie z zakresu nauki społecznej Kościoła na rzymskim Papieskim Uniwersytecie Gregoriańskim. W 2010 został wicerektorem Papieskiego Kolegium św. Pawła. Sześć lat później powrócił do archidiecezji i został mianowany rektorem seminarium duchownego.

### Episkopat
1 listopada 2022 papież Franciszek mianował go biskupem pomocniczym archidiecezji Hô Chí Minh, ze stolicą tytularną Arsennaria. Sakry udzielił mu 3 stycznia 2023 arcybiskup Joseph Nguyễn Năng.